# Associació Vexil·lològica Nord-americana
L'Associació Vexil·lològica Nord-americana (originalment, North American Vexillological Association-Association nord-américaine de vexillologie, NAVA) és una organització dedicada a l'estudi científic i acadèmic de les banderes. Fou fundada el 1967, entre d'altres, per l'estatunidenc Whitney Smith (1940–2016) i legalment registrada el 19 de març de 1968. entre els seus membres s'inclouen estudiosos de banderes, entusiastes, dissenyadors, col·leccionistes, conservadors, educadors, comerciants, fabricants, historiadors i aficionats principalment dels Estats Units d'Amèrica i el Canadà.
L'Associació publica Raven: A Journal of Vexillology, una revista acadèmica anual; Vexillum, una revista trimestral (que combina les antigues Flag Research Quarterly i NAVA News); i Semaphore, un butlletí mensual per correu electrònic. Totes tres publicacions cobreixen temes vexil·lològics i debats interdisciplinaris, així com els actes de l'Associació i demés notícies vexil·lològiques.
NAVA és l'organització vexil·lològica més gran del món i membre fundadora de la Federació Internacional d'Associacions Vexil·lològiques.
L'any 2004, l'Associació va realitzar l'enquesta The American City Flag Survey per avaluar els dissenys de banderes de 150 ciutats dels Estats Units.

## Bandera de l'associació
La bandera consisteix en una gran "V" blanca (un xebró invertit) que separa un triangle blau de dos triangles vermells a banda i banda. La longitud de la part superior del triangle blau és la mateixa que l'amplada de la bandera. Les proporcions són 2:3. La "V" significa Vexil·lologia i els colors estan extrets de les banderes dels dos països coberts per l'Associació: el Canadà (vermell i blanc) i els Estats Units d'Amèrica (vermell, blanc i blau).

## Premis i honors
L'Associació reconeix els èxits en el camp de la vexil·lologia amb diversos premis i honors:
- Premi Capità William Driver: lliurat a la persona que presenta la millor ponència a la reunió anual de l'Associació.
- Premi Vexillonnaire: reconeix la persona que s'implica personalment en un acte significatiu i reeixit de crear, canviar o millorar el disseny de la bandera, o promoure un bon ús de la bandera o modificar-lo per a millor.
- Whitney Smith Fellow: reconeix la persona que fa una contribució destacada a la vexil·lologia nord-americana. Un homenatjat té dret a utilitzar els postnominals "WSF".
- Premi Kevin Harrington: lliurat al millor article aparegut en una publicació no vexil·lològica durant l'any anterior.
- Premi John Purcell: lliurat per una contribució exemplar que promou la comprensió pública de la vexil·lologia a Amèrica del nord.
- Premi Doreen Braverman: lliurat al membre de l'organització que dona suport a la missió de l'Associació fent una contribució significativa a la comunitat vexil·lològica.
- Citacions presidencials de NAVA: s'atorguen als membres que fan contribucions significatives a l'Associació o a la vexil·lologia, però els èxits dels quals no entren dins dels criteris d'altres premis.
- Membre d'honor de NAVA: homenatja la persona que presta un servei distingit a l'Associació o a la vexil·lologia.